# Дом призраков (фильм, 2014)
«Дом призраков» (англ. Dark House, или Haunted) — американский фильм ужасов 2014 года режиссёра Виктора Сальва.

## Сюжет
Ник Де Санто — молодой человек, наделённый редкой способностью, которую он считает проклятьем — прикоснувшись к человеку, он тотчас видит, как тот умрёт. В двадцать третий день рождения Ника мать зовёт его к себе, и он, рассчитывая на то, что она знает, как избавиться от проклятья, приезжает к ней в старый дом. Однако вместо этого он узнает от матери, что его отец жив и, возможно, способен пролить свет на происхождение дара сына. Ник отправляется на поиски отца вместе со своим другом Райаном и подругой Евой, но вскоре эта троица понимает, что все дороги ведут их к старому дому из детства Ника, который существовал лишь в его воображении, по крайней мере он так думал. Дом находится в городе, которого нет ни на одной карте. Наконец друзья решаются и входят в дом, где Ник встречает тёмного человека с которым вступает в схватку.

## В ролях
- Тобин Белл — «тёмный человек», обитатель старого дома
- Лесли-Энн Даун — мать Ника
- Люк Клайнтенк — Ник Ди Санто
- Зак Уорд — Крис МакКуллох
- Патрисия Белчер — Ли Нокс
- Макс Гейл — Скотт
- Алекс МакКенна — Ева
- Дэниэл Рос Оуэнс — Брайан Мэйкер
- Итан Смит — Сэм/Самаэль
- Энтони Рэй Перес — Райан
- Чарльз Агрон — Лаки
- Лейси Анзелк — Лилит